# Tammese
Koordinaten: 58° 25′ N, 22° 1′ O
Tammese (deutsch Tammiste) ist ein Dorf (estnisch küla) auf der größten estnischen Insel Saaremaa. Es gehört zur Landgemeinde Saaremaa (bis 2017: Landgemeinde Kihelkonna) im Kreis Saare.

## Einwohnerschaft und Lage
Das Dorf hat drei Einwohner (Stand 31. Dezember 2011). Es liegt auf der Halbinsel Tagamõisa, 33 Kilometer nordwestlich der Inselhauptstadt Kuressaare.
Es wurde erstmals 1453 unter dem Namen Tappemeck urkundlich erwähnt.